# Mannakapadi
Mannakapadi (en népalais : मन्नाकापाडी) est un comité de développement villageois du Népal situé dans le district de Doti. Au recensement de 2011, il comptait 3 506 habitants.